# Цэна у-Рэна
«Цэна у-Рэна» (ивр. צאינה וראינה‎, Цеена Уреена) — иногда называемая «Библией для женщин» — один из важнейших элементов религиозного воспитания еврейских женщин.
Автор книги, рабби Яаков бен Ицхак Ашкеназ из Янова родился около 1550 года, большую часть жизни прожил в Польше. Впервые книга была напечатана в 1590 году и с тех пор выдержала более 300 переизданий. Язык книги — идиш.
Поскольку до начала XX века еврейское образование считалось обязательным только для мальчиков, многие женщины не владели ивритом и, соответственно, не могли прочесть молитвенник. Идишем, в том числе и письменным, владело подавляющее большинство женщин. Именно это и обусловило успех книги Цэна у-Рэна. Переложение Пятикнижия, пяти свитков (книг Рут, Эстер, Когелет (Екклесиаст), Плач Иеремии и Песнь песней), с отрывками из Пророков и других библейских книг стало любимым субботним чтением еврейских женщин, да и вообще одной из самых популярных еврейских книг. Простота изложения и доступность с точки зрения языка привлекали и тех мужчин, которые не могли позволить себе серьёзно изучать Тору.

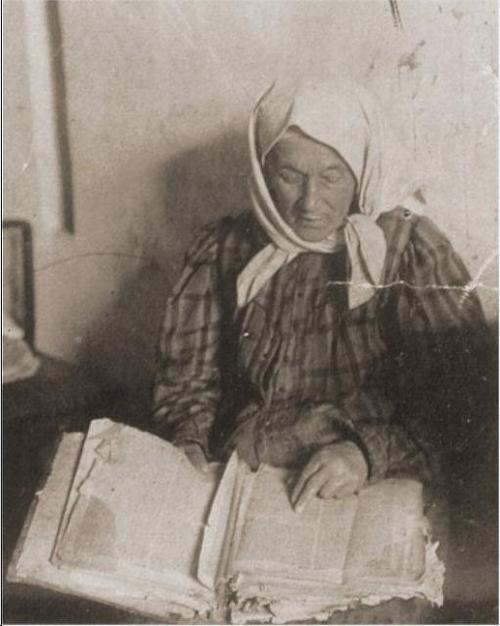
Женщина читает Цэну у-Рэну (30-е годы XX века)
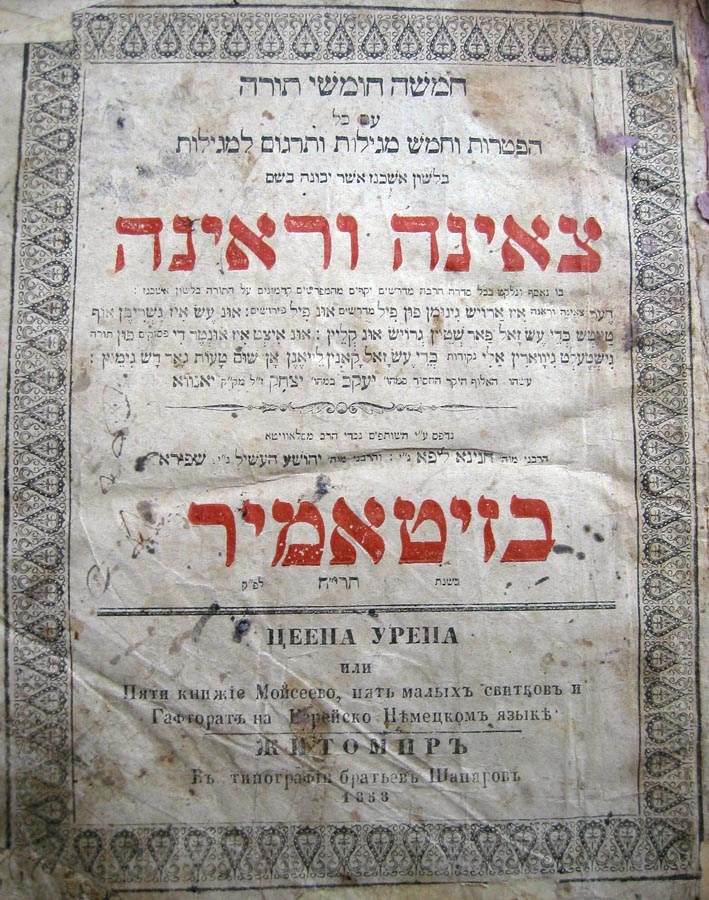
Титульный лист издания 1853 года

Во второй половине XX века число людей, знающих идиш, сократилось, как из-за Холокоста, так и из-за репатриации евреев в Израиль, где разговорным языком стал возрождённый иврит. Возникла необходимость в переводе на другие языки. В 1973—1975 годах книга была переведена на иврит, а 1983—1984 вышло первое издание на английском, в 2012 году издательства «Книжники» и «Гешарим/Мосты культуры» начали перевод на русский язык, были переведены и выпущены в печать два первых тома.